# El Cuije
El Cuije es una localidad del estado mexicano de Coahuila. Es parte del municipio de Matamoros.

## Toponimia
El nombre de la localidad proviene del término en náhuatl cuixin, que significa milano.

## Demografía
| Gráfica de evolución demográfica |
|                                  |

| Censo | Población |
| ----- | --------- |
| 1900  | 487       |
| 1910  | 459       |
| 1921  | 389       |
| 1930  | 447       |
| 1940  | 542       |
| 1950  | 900       |
| 1960  | 615       |
| 1970  | 699       |
| 1980  | 946       |
| 1990  | 975       |
| 2000  | 924       |
| 2010  | 1 015     |
| 2020  | 1 001     |